# Żółwino (powiat choszczeński)
Żółwino (niem. Hassendorf) – wieś sołecka w Polsce położona w województwie zachodniopomorskim, w powiecie choszczeńskim, w gminie Drawno. W latach 1945–54 siedziba gminy Żółwino. W latach 1975–1998 miejscowość administracyjnie należała do województwa gorzowskiego. W roku 2007 wieś liczyła 69 mieszkańców. 
Stacja kolejowa wchodząca w skład sołectwa: Prostynia.

## Geografia
Wieś leży ok. 8 km na północny zachód od Drawna, przy drodze krajowej nr 10, przy linii kolejowej nr 403.

## Zabytki i atrakcje turystyczne
- kościół filialny pw. św. Antoniego Padewskiego, rzymskokatolicki należący do parafii pw. Matki Boskiej Nieustającej Pomocy w Drawnie, dekanatu Drawno, archidiecezji szczecińsko-kamieńskiej, metropolii szczecińsko-kamieńskiej.

## Komunikacja
We wsi znajduje się przystanek kolejowy.